# Dolichomitus agnoscendus
Dolichomitus agnoscendus là một loài tò vò trong họ Ichneumonidae.